# Tachykinine
Tachykinine sind Peptide, die als Neurotransmitter und Gewebshormone in vielen tierischen Organismen vorkommen. Sie gehören zur Gruppe der Neuropeptide. Zu den Tachykininen zählen unter anderem Substanz P, Neurokinin A, Neurokinin B, Hemokinin 1, Endokinin A und Endokinin B. Ihren Namen verdanken die Tachykinine ihrer Fähigkeit, eine schnelle Kontraktion der glatten Muskulatur hervorzurufen. Darüber hinaus besitzen Tachykinine Wirkungen auf das Nervensystem, Hormonsystem und Immunsystem. Ihre physiologischen Effekte vermitteln sie über eine Aktivierung von Tachykininrezeptoren.

## Vorkommen
Tachykinine sind im Reich der vielzelligen Tiere weit verbreitet. Sie zählen zu den entwicklungsgeschichtlich ältesten Neurotransmittern. Tachykinin-ähnliche Peptide wurden unter anderem in den primitiven Nervensystemen von Nesseltieren und Plattwürmern gefunden. Diese Tachykinin-ähnlichen Peptide unterscheiden sich in ihrer Aminosäuresequenz zum Teil deutlich von den Tachykininen der Säugetiere. Eine weite Verbreitung besitzen auch Tachykinine im engeren Sinn mit dem Aminosäuresequenzmotiv Gly-Leu-Met-NH2. Zu diesen zählen die Mehrzahl der Tachykinine der Wirbeltiere und einiger wirbelloser Vertreter. Beispiele für Tachykinine mit diesem Sequenzmotiv unter den Wirbellosen sind das Eledoisin der Krakenart Eledone aldovrandi sowie die Sialokinine der Gelbfiebermücke.
Im menschlichen Organismus kommen Tachykinine vorwiegend als Neurotransmitter im Nervensystems vor. In einigen Teilen des Gehirns liegt die Tachykinin-Konzentration im nanomolaren Bereich. Die höchsten Konzentrationen wurden in der Substantia nigra gefunden. Auch die Tachykinine des Magen-Darm-Trakts sind überwiegend neuronalen Ursprungs. Hier dominieren Substanz P und Neurokinin A. Außerhalb des Nervensystems ist nahezu ausschließlich Substanz P anzutreffen. Dieses Tachykinin wird unter anderem in den argyrophilen Zellen oder gemeinsam mit Serotonin in den enterochromaffinen Zellen gespeichert. Substanz P fungiert hier überwiegend als Gewebshormon und erreicht nach Abgabe ins Blut Konzentrationen im picomolaren Bereich. Tachykinine, insbesondere Substanz P aber auch Neurokinin A, werden von einigen neuroendokrinen Tumoren, wie beispielsweise dem Karzinoid, dem Phäochromozytom und dem kleinzelligen Bronchialkarzinom, produziert.

## Biochemie

### Struktur
Tachykinine sind zumeist kurzkettige Peptide, die aus in der Regel aus 8 bis 12 Aminosäuren bestehen. Viele der biologisch aktiven Tachykinine tragen die Aminosäuresequenz Phe-(Phe/Tyr/Ile/Val)-Gly-Leu-Met-NH2 oder eine verwandte Sequenz.
| Tachykinin    | Gen  | Präkursor                    | Aminosäuresequenz |
| ------------- | ---- | ---------------------------- | --- |
| Substanz P    | TAC1 | α-, β-, γ-Präprotachykinin A | Arg-Pro-Lys-Pro-Gln-Gln-Phe-Phe-Gly-Leu-Met-NH2 |
| Neurokinin A  | TAC1 | β-, γ-Präprotachykinin A     | His-Lys-Asp-Ser-Val-Phe-Gly-Leu-Met-NH2 |
| Neuropeptid K | TAC1 | β-Präprotachykinin A         | Asp-Ala-Asp-Ser-Ser-Ile-Glu-Lys-Gln-Val-Ala-Leu-Leu-Lys-Ala-Leu-Tyr-Gly-His-Gly-Gln-Ile-Ser-His-Lys-Arg-His-Lys-Thr-Asp-Ser-Phe-Val-Gly-Leu-Met-NH2                                             |
| Neuropeptid γ | TAC1 | γ-Präprotachykinin A         | Asp-Ala-Gly-His-Gly-Gln-Ile-Ser-His-Lys-Arg-His-Lys-Thr-Asp-Ser-Phe-Val-Gly-Leu-Met-NH2 |
| Neurokinin B  | TAC3 | Präprotachykinin B           | Asp-Met-His-Asp-Phe-Phe-Val-Gly-Leu-Met-NH2 |
| Hemokinin 1   | TAC4 | Präprotachykinin C           | Thr-Gly-Lys-Ala-Ser-Gln-Phe-Phe-Gly-Leu-Met-NH2 |
| Endokinin A   | TAC4 | Präprotachykinin C           | Asp-Gly-Gly-Glu-Glu-Gln-Thr-Leu-Ser-Thr-Glu-Ala-Glu-Thr-Trp-Val-Ile-Val-Ala-Leu-Glu-Glu-Gly-Ala-Gly-Pro-Ser-Ile-Gln-Leu-Gln-Leu-Gln-Glu-Val-Lys-Thr-Gly-Lys-Ala-Ser-Gln-Phe-Phe-Gly-Leu-Met-NH2 |
| Endokinin B   | TAC4 | Präprotachykinin C           | Asp-Gly-Gly-Glu-Glu-Gln-Thr-Leu-Ser-Thr-Glu-Ala-Glu-Thr-Trp-Glu-Gly-Ala-Gly-Pro-Ser-Ile-Gln-Leu-Gln-Leu-Gln-Glu-Val-Lys-Thr-Gly-Lys-Ala-Ser-Gln-Phe-Phe-Gly-Leu-Met-NH2                         |
| Endokinin C   | TAC4 | Präprotachykinin C           | Lys-Lys-Ala-Tyr-Gln-Leu-Glu-His-Thr-Phe-Gln-Gly-Leu-Leu-NH2 |
| Endokinin D   | TAC4 | Präprotachykinin C           | Val-Gly-Ala-Tyr-Gln-Leu-Glu-His-Thr-Phe-Gln-Gly-Leu-Leu-NH2 |

### Biosynthese
Die derzeit bekannten menschlichen Tachykinine werden mittelbar durch drei verschiedene Gene codiert. Diese als TAC1, TAC3 und TAC4 bezeichneten Gene codieren die als Präprotachykinine bezeichneten Vorstufen der Tachykinine. TAC1 codiert über ein alternatives Spleißen α-, β- und γ-Präprotachykinin A. Alle drei können durch enzymatische Spaltung in Substanz P umgewandelt werden. β- und γ-Präprotachykinin A enthalten die Aminosäuresequenz von Neurokinin A. Weitere Spaltprodukte der Präprotachykinine des Typs A sind Neuropeptid K und Neuropeptid γ. Das durch TAC3 codierte Präprotachykinin B ist die Vorstufe des Neurokinin B. Das menschliche Hemokinin 1 und die Endokinine sind Spaltprodukte des durch TAC4 codierten Präprotachykinin C.

## Funktion
Im menschlichen Körper spielen Tachykinine eine Rolle als Neurotransmitter und Gewebshormone. Dank unterschiedlicher Wirkmechanismen besitzen sie zum Teil sehr unterschiedliche Funktionen. Substanz P spielt eine zentrale Rolle als Neurotransmitter dem Schmerzempfinden und der Schmerzweiterleitung. Darüber hinaus ist Substanz P ein Entzündungsmediator. Seine Ausschüttung wird mit Übelkeit und Erbrechen in Verbindung gebracht.
Ihre Wirkungen vermitteln Tachykinine auf molekularer Ebene über eine Stimulierung der Tachykininrezeptoren NK1, NK2 und NK3. Die menschlichen Tachykinine Substanz P, Neurokinin A und Neurokinin B besitzen eine Selektivität für NK1, NK2 bzw. NK3. Nach Stimulierung dieser Rezeptoren, die zur Familie der G-Protein-gekoppelten Rezeptoren gehören, wird eine Signalweiterleitungskaskade gestartet, die eine Aktivierung von G-Proteinen und der Phospholipase C einschließt.